# Michael Goulder
Michael Douglas Goulder (31 maggio 1927 – 6 gennaio 2010) è stato un biblista e presbitero britannico.
Studioso del Problema sinottico e del Salterio ebraico, Goulder è stato docente di Studi Biblici all'Università di Birmingham fino al 1994.

## Biografia
È noto principalmente per i suoi contributi al Problema sinottico, ed in particolare all'Ipotesi Farrer, che postula la priorità del Vangelo di Marco, primo dei tre libri, e suggerisce che Luca fosse già a conoscenza del contenuto di quello di Matteo, prima della stesura del testo.  Goulder riteneva che gli evangelisti fossero autori altamente creativi, ed in particolare che Matteo e Luca disponessero di una quantità minima di materiale storico.
Negli ultimi anni di vita scrisse ampiamente riguardo ad una contrapposizione di fondo nel Cristianesimo delle origini, fra l'Apostolo Paolo da un lato, ed i cristiani di Gerusalemme fedeli a Pietro e Giacomo, fratello di Gesù, dall'altro. Questa ipotesi fu vista all'epoca come una reviviscenza di quanto già proposto in precedenza da Ferdinand Christian Baur, della scuola di Tubinga.
Diversamente dalla maggioranza degli altri studiosi, Goulder non si specializzò nel campo del Vecchio o del Nuovo Testamento, occupandosi invece di entrambi. 

Nel corso di vent'anni di attività accademica, ha pubblicato numerose opere relative all'Antico Testamento, in particolare ai Salmi. Le sue opere in quest'area miravano a scoprire il contesto storico dei singoli salmi e del loro impiego nel culto, comparandolo con le tradizioni sottostanti al Pentateuco e altri libri della Bibbia ebraica. A parte alcune critiche provenienti dal mondo accademico, per le sue conclusioni Goulder fu definito come "un rinomato leader nello studio del Salterio ebraico".
Dopo aver studiato a Eton e successivamente lingua e letterature classiche al Trinity College, fu ordinato presbitero dal vescovo Ronald Hall a Hong Kong, dove era già presente per altri motivi di lavoro. Privo di una formazione teologica vera e propria, fece ritorno in Inghilterra per studiare al Trinity College di Oxford, sotto la direzione di Austin Farrer, mentre qui prestava servizio come curato della chiesa universitaria. Dopo alcuni anni di ministero parrocchiale a Withington, si recò nuovamente a Hong Kong come preside dell'Union Theological College, prima di ottenere un incarico all'Università di Birmingham (presso l'Extra Mural Department).
Fra il 1969 e il 1971 tenne un ciclo di conferenze al Trinity College in merito al metodo di scrittura del Vangelo secondo Matteo, ottenendo un Dottorato dall'Università. 

A Birmingham curò alcune letture per il clero, e, invitato ad Hong Kong, rinunciò alla professione sacerdotale, senza mai divenire un ateo manifesto. Membro del Comitato per l'Esame Scientifico della Religione (CSER), appartenente al Council for Secular Humanism, divenne presidente degli umanisti di Birmingham nel '93, e poco tempo dopo si ritirò dalla vita accademica.

## Pubblicazioni
- Type and History in Acts, London: SPCK, 1964.
- Midrash and Lection in Matthew, London: SPCK, 1974.
- The Evangelists' Calendar: A Lectionary Explanation of the Development of Scripture, London: SPCK, 1978.
- The Psalms of the Sons of Korah (JSOT Supplement), 1982.
- Luke: A New Paradigm. Journal for the study of the New Testament Supplement, 20. Sheffield: JSOT Press, 1989 [due volumi]
- St. Paul versus St. Peter: A Tale of Two Missions, London: SCM Press 1994